# Guennadi Tsygankov
Temple de la renommée russe : 2014
Guennadi Dmitrievitch Tsygankov - en russe : Геннадий Дмитриевич Цыганков  et en anglais Gennadiy Tsygankov - (né le 16 août 1947 à Vanino, Kraï de Khabarovsk en URSS - mort le 16 février 2006 à Saint-Pétersbourg) est un joueur professionnel russe de hockey sur glace.

## Carrière de joueur
Il commence sa carrière professionnelle en championnat d'URSS avec le CSKA Moscou en 1968. Il remporte huit titres de champion avec le club sportif de l'armée. En 1980, il met un terme à sa carrière après une dernière saison avec le SKA Saint-Pétersbourg. Il termine avec un bilan de 362 matchs et 52 buts en élite.

## Carrière internationale
Il a représenté l'URSS à 201 reprises (17 buts) pendant neuf saisons de 1971 à 1979. L'équipe a remporté les Jeux olympiques en 1972 et 1976. Il a participé à huit éditions des championnats du monde pour un bilan de cinq médailles d'or, deux d'argent et une de bronze.

## Statistiques
Pour les significations des abréviations, voir Statistiques du hockey sur glace.

### En équipe nationale
| Année | Équipe | Compétition |    | PJ | B | A | Pts | Pun                |  | Résultats |
| 1971  | URSS   | CM          | 10 | 0  | 3 | 3 | 8   | Médaille d'or      |  |           |
| 1972  | URSS   | JO          | 5  | 3  | 2 | 5 | 4   | Médaille d'or      |  |           |
| 1972  | URSS   | CM          | 10 | 1  | 2 | 3 | 6   | Médaille d'argent  |  |           |
| 1973  | URSS   | CM          | 10 | 0  | 2 | 2 | 4   | Médaille d'or      |  |           |
| 1974  | URSS   | CM          | 10 | 1  | 2 | 3 | 8   | Médaille d'or      |  |           |
| 1976  | URSS   | JO          | 6  | 1  | 2 | 3 | 2   | Médaille d'or      |  |           |
| 1976  | URSS   | CM          | 10 | 0  | 0 | 0 | 0   | Médaille d'argent  |  |           |
| 1977  | URSS   | CM          | 10 | 2  | 1 | 3 | 4   | Médaille de bronze |  |           |
| 1978  | URSS   | CM          | 6  | 0  | 2 | 2 | 6   | Médaille d'or      |  |           |
| 1979  | URSS   | CM          | 7  | 1  | 1 | 2 | 6   | Médaille d'or      |  |           |